# Bartele Broer Bakker
Bartele Broer Bakker (IJsbrechtum, 13 maart 1918 - Nijefurd, 16 mei 1988) was stuurman der koopvaardij. Tijdens de Tweede Wereldoorlog was hij Luitenant ter zee der tweede klasse van speciale diensten der Koninklijke Marine en tweede stuurman van de MS Ondina, een voormalige olietanker van Shell.

## Onderscheidingen
- Militaire Willems-Orde, (MWO.4), toegekend op 28 augustus 1948[1][2]
- Bronzen Kruis (BK), toegekend op 14 januari 1943, ingetrokken en vervangen door de MWO.[2]
- Distinguished Service Cross (DSC), 1943[2]
- Eervolle Vermelding (EV) op 14 januari 1943[2]
- Oorlogsherinneringskruis[2]

### Militaire Willems-Orde
Bakker kreeg de MWO wegens: "Het zich in de strijd onderscheiden door het bedrijven van uitstekende daden van moed, beleid en trouw door als 2e stuurman van het m.s. "Ondina", welk slechts voorzien was van een kanon van 10.2 cm op 11 November 1942 in de Indische-oceaan samen met de begeleidende mijnenveger van de Royal Indian Navy, na toestemming van zijn gezagvoerder onder gevaarlijke omstandigheden de strijd aan te binden met twee overmachtig bewapende Japanse hulpkruisers", de Hokoku Maru en Aikoku Maru.
De uitreiking van de Militaire Willems-Orde vond plaats op 7 oktober 1948 op de Sonsbeekweide in Arnhem.

### Distinguished Service Order
Bakker kreeg de DSO wegens: "Great gallantry when the vessel, escorted by only one destroyer, was attacked by two enemy raiders, one of which she sank. Although her crew was forced to abandon ship during the action, she was reboarded and was brought safely to port".